# Lexus LX
Lexus LX – osobowy samochód sportowo-użytkowy marki Lexus produkowany przez koncern Toyota Motor Corporation od listopada 1995 roku jako rocznik modelowy 1996. Konstrukcyjnie pojazd opiera się na Toyocie Land Cruiser. I generacja auta jest pierwszym SUV-em w ofercie marki Lexus. Do czasu wprowadzenia modelu LS 600h auto było najdroższym pojazdem w ofercie marki. Od 2021 roku produkowana jest czwarta generacja pojazdu.

## Pierwsza generacja (J80, 1995-1997)
Lexus LX I produkowany był w latach 1995 – 1997.

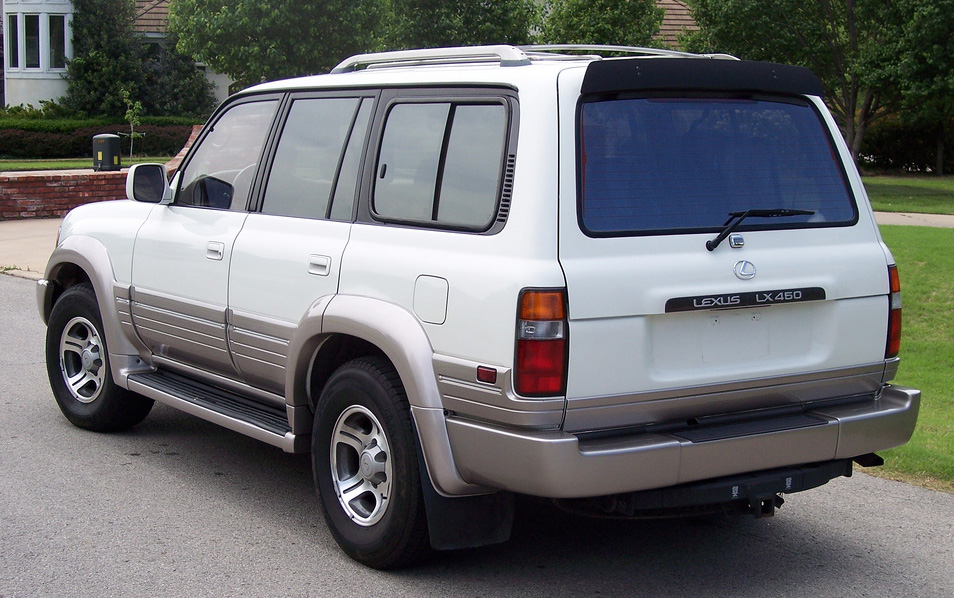
Tył LX I

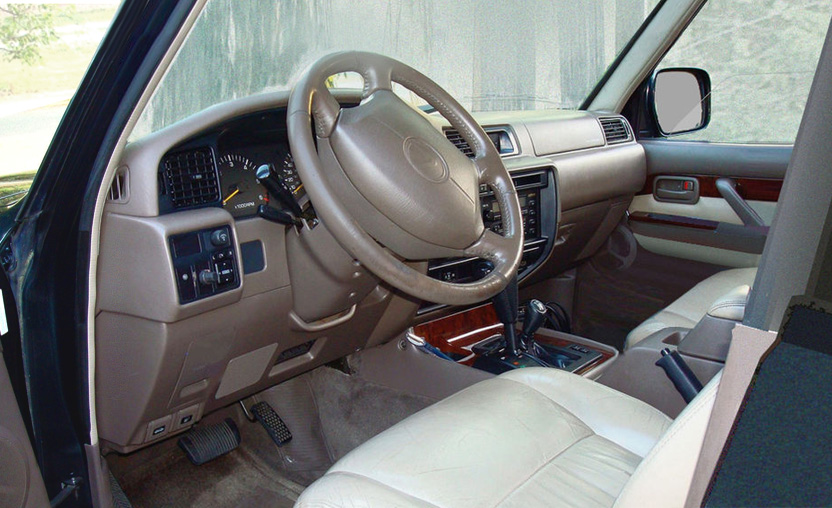
Wnętrze

Pojazd bazował w całości na szóstej generacji Toyoty Land Cruiser. Główne różnice pomiędzy samochodami to detale wyglądu nadwozia, bogatsze wyposażenie oraz miększe nastawy zawieszania Lexusa. Różnice w wyglądzie nadwozia odnosiły się głównie do atrapy chłodnicy, bocznych osłon oraz kół.
Wewnątrz samochód zapewniał miejsca siedzące dla siedmiu pasażerów. Wykończone były one przy użyciu skóry, zamontowane zaś zostały w trzech rzędach. Dostęp do ostatniego możliwy był po złożeniu siedzeń rzędu środkowego. Dwa ostatnie rzędy mogły zostać złożone w celu uzyskania większej przestrzenie Na liście wyposażenia dodatkowego znajdowały się m.in.: zmieniarka CD na 6 płyt czy też elektroniczna blokada tylnego i przedniego dyferencjału. Sugerowana cena detaliczna samochodu wynosiła w momencie debiutu 47 995 $. Było to o około 7000 $ więcej niż cena Land Cruisera z tego samego rocznika
Głównymi konkurentami serii LX były luksusowe pojazdy Land Rover/Range Rover. W pierwszym roku produkcji sprzedano 5000 egzemplarzy LX, rok później – 9000. LX 450 zastąpił w roku 1996 na rynku kanadyjskim Toyotę Land Cruiser. Z powodu dużej masy własnej samochód krytykowany był za zbyt słaby silnik.

### Silnik
Jako źródło napędu wykorzystano benzynowy silnik R6 DOHC o pojemności 4,5 litra generujący moc 215 KM (158 kW) przy 4600 obr./min i maksymalny moment obrotowy 373 Nm przy 3200 obr./min.
Źródło:
- R6 1FZ-FE 4,5 l (4476 cm³), 4 zawory na cylinder, DOHC
- Układ zasilania: wtrysk
- Średnica cylindra × skok tłoka: 100,00 × 95,00 mm
- Stopień sprężania: 9,0:1
- Moc maksymalna: 215 KM (158 kW) przy 4600 obr./min
- Maksymalny moment obrotowy: 373 N•m przy 3200 obr./min

## Druga generacja (J100, 1997-2002)
Lexus LX II produkowany był w latach 1998 – 2007.

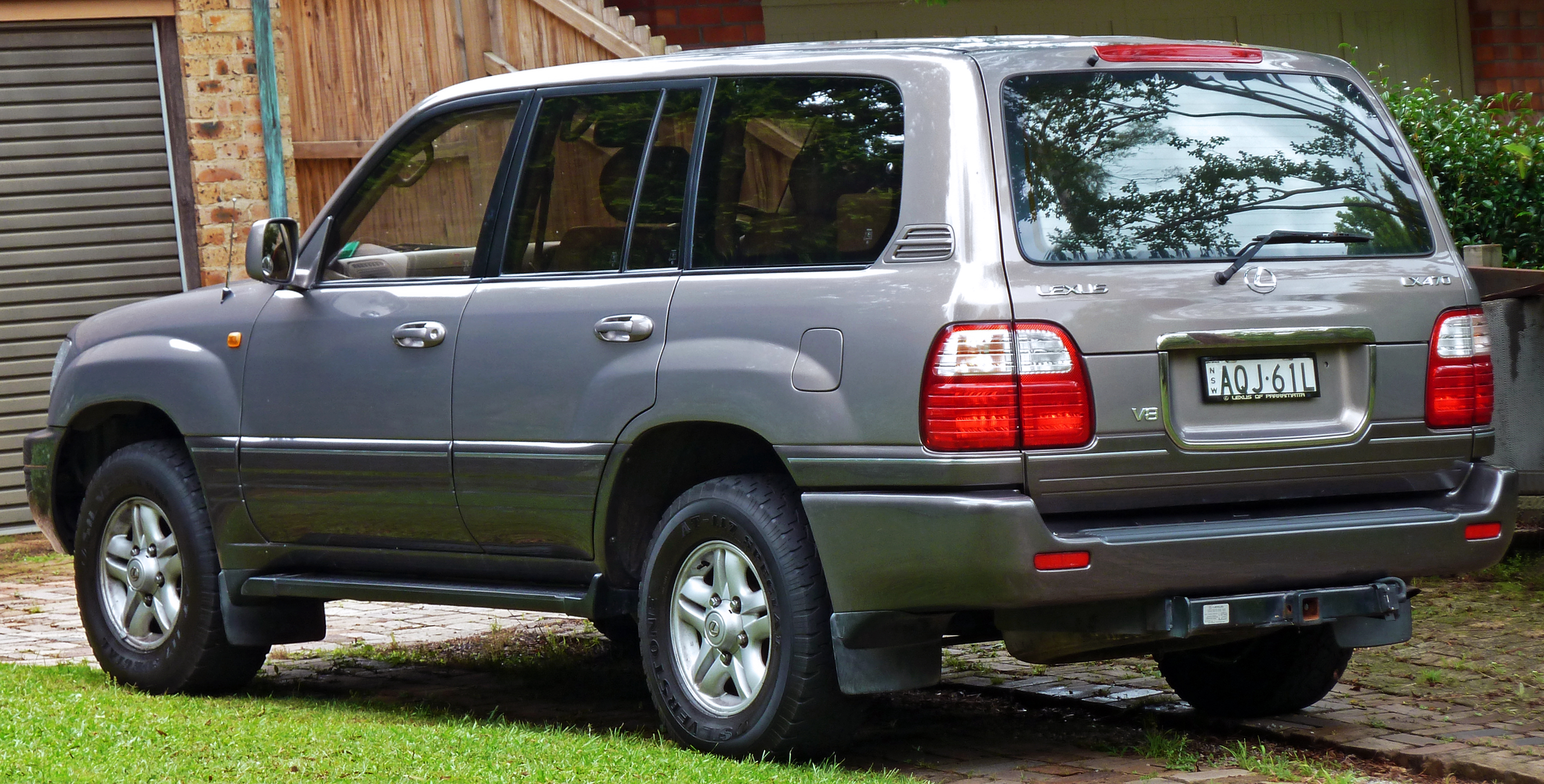
Tył LX II przed liftingiem

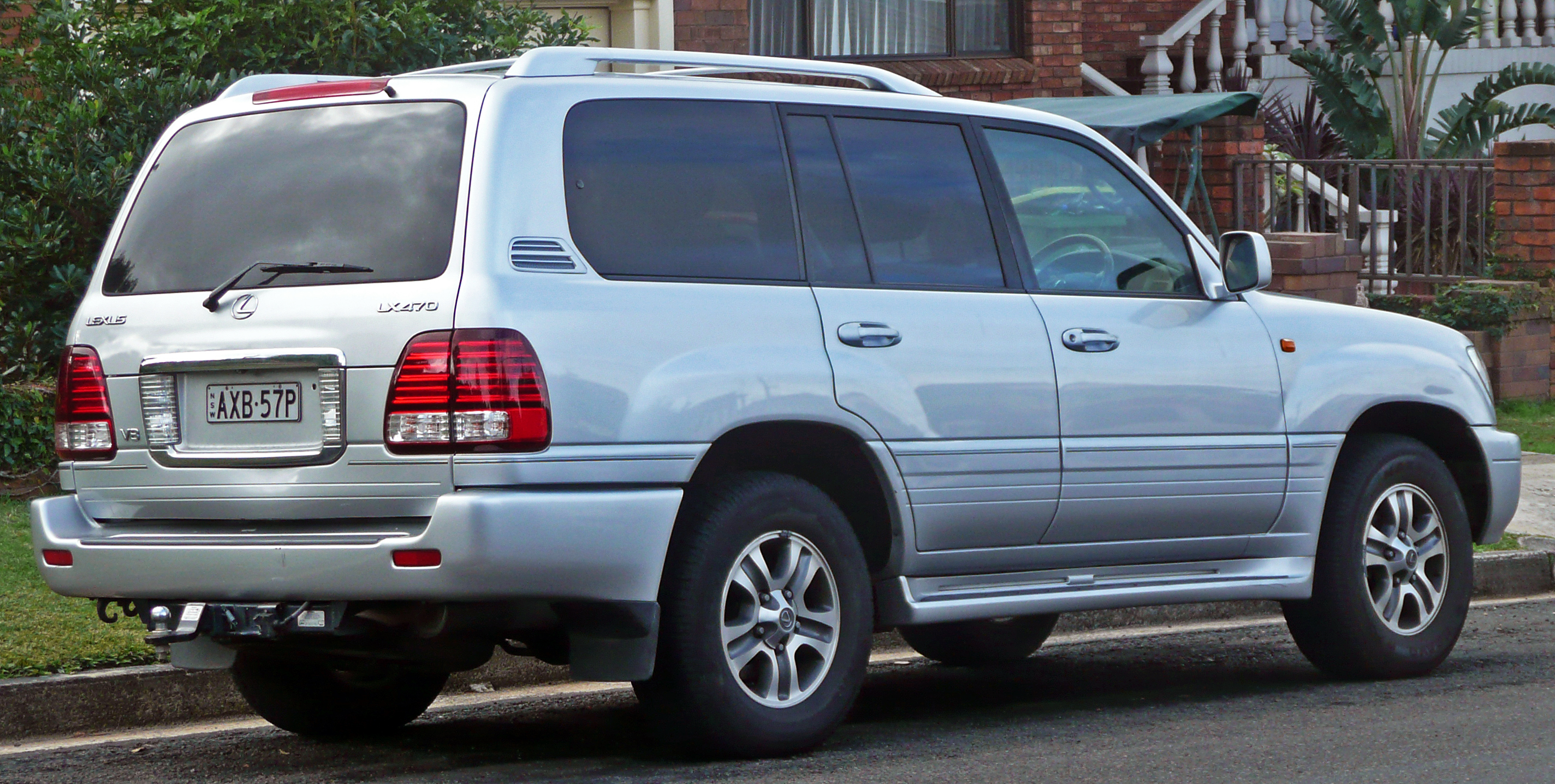
Tył LX II po liftingu

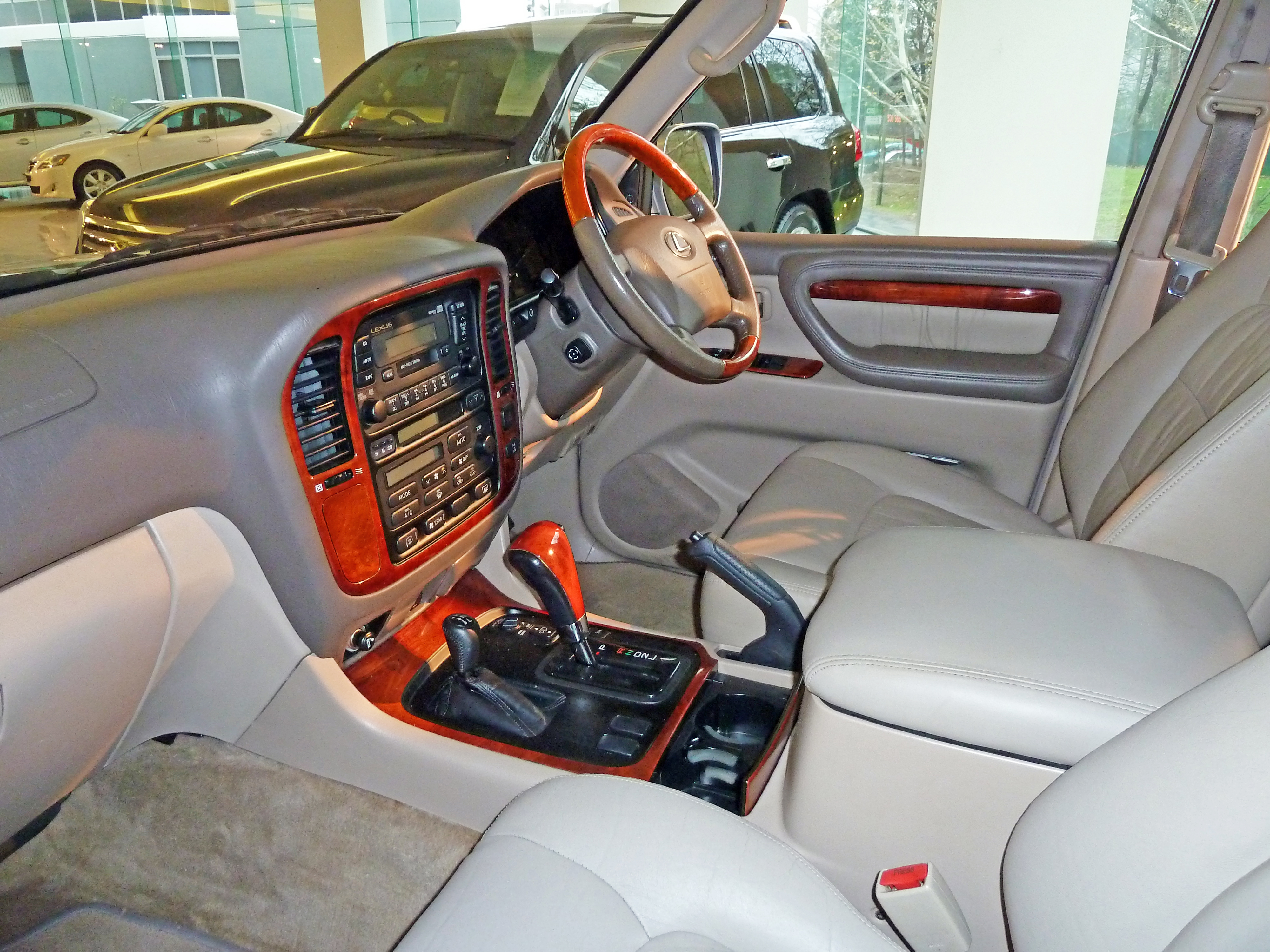
Wnętrze

### Silnik
Źródła:
- V8 2UZ-FE 4,7 l (4664 cm³), 4 zawory na cylinder, DOHC
- Układ zasilania: wtrysk
- Średnica cylindra × skok tłoka: 94,00 × 84,00 mm
- Stopień sprężania: 9,6:1
- Moc maksymalna: 234-272 KM (172-200 kW) przy 4600 obr./min
- Maksymalny moment obrotowy: 434-444 N•m przy 3400 obr./min

## Trzecia generacja (J200, 2007-2021)
Lexus LX III produkowany był od 2007 roku. Pojazd zaprezentowano podczas targów motoryzacyjnych w Nowym Jorku w kwietniu 2007 roku. Samochód przeszedł kilka faceliftingów, a największe zmiany wprowadzono w 2015 roku. Wtedy przód auta otrzymał m.in. charakterystyczną atrapę chłodnicy, o wyglądzie nawiązującym do pozostałych aktualnych modeli marki. 

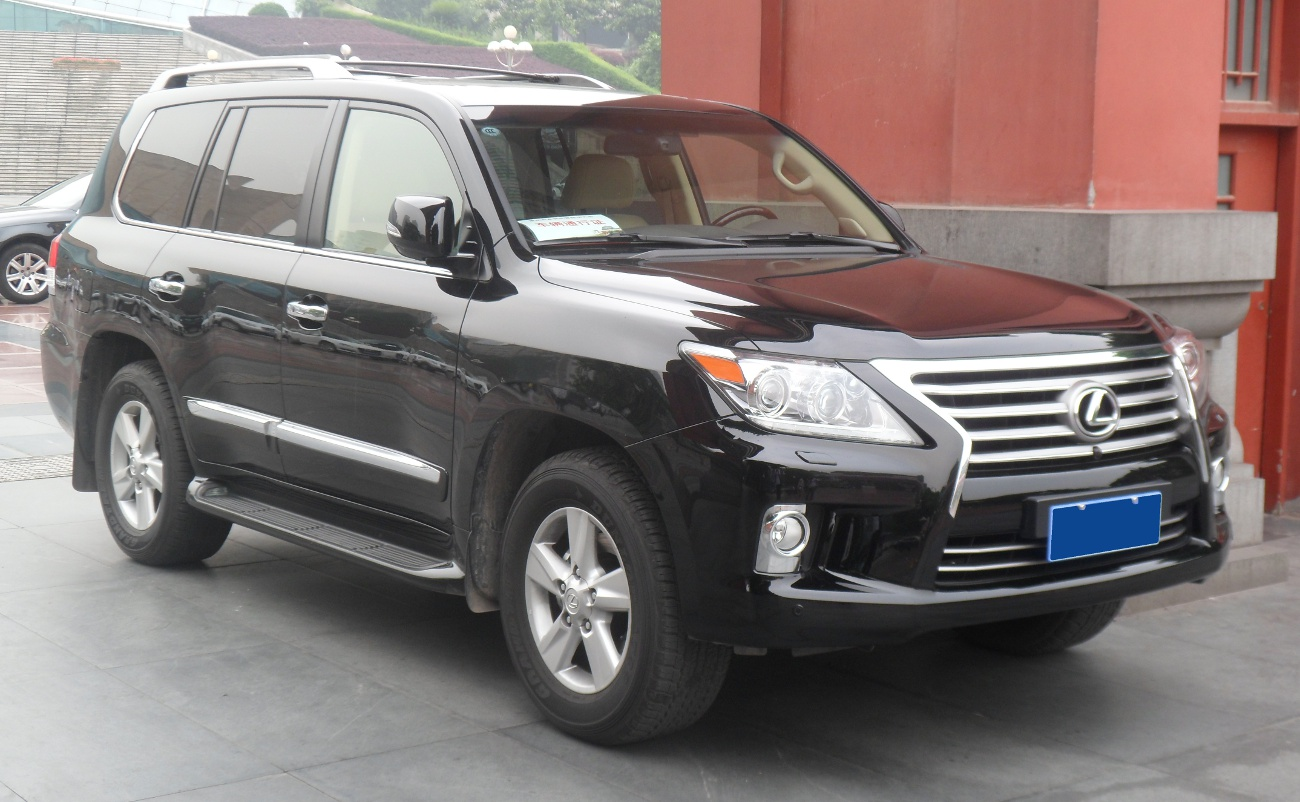
Lexus LX III po liftingu

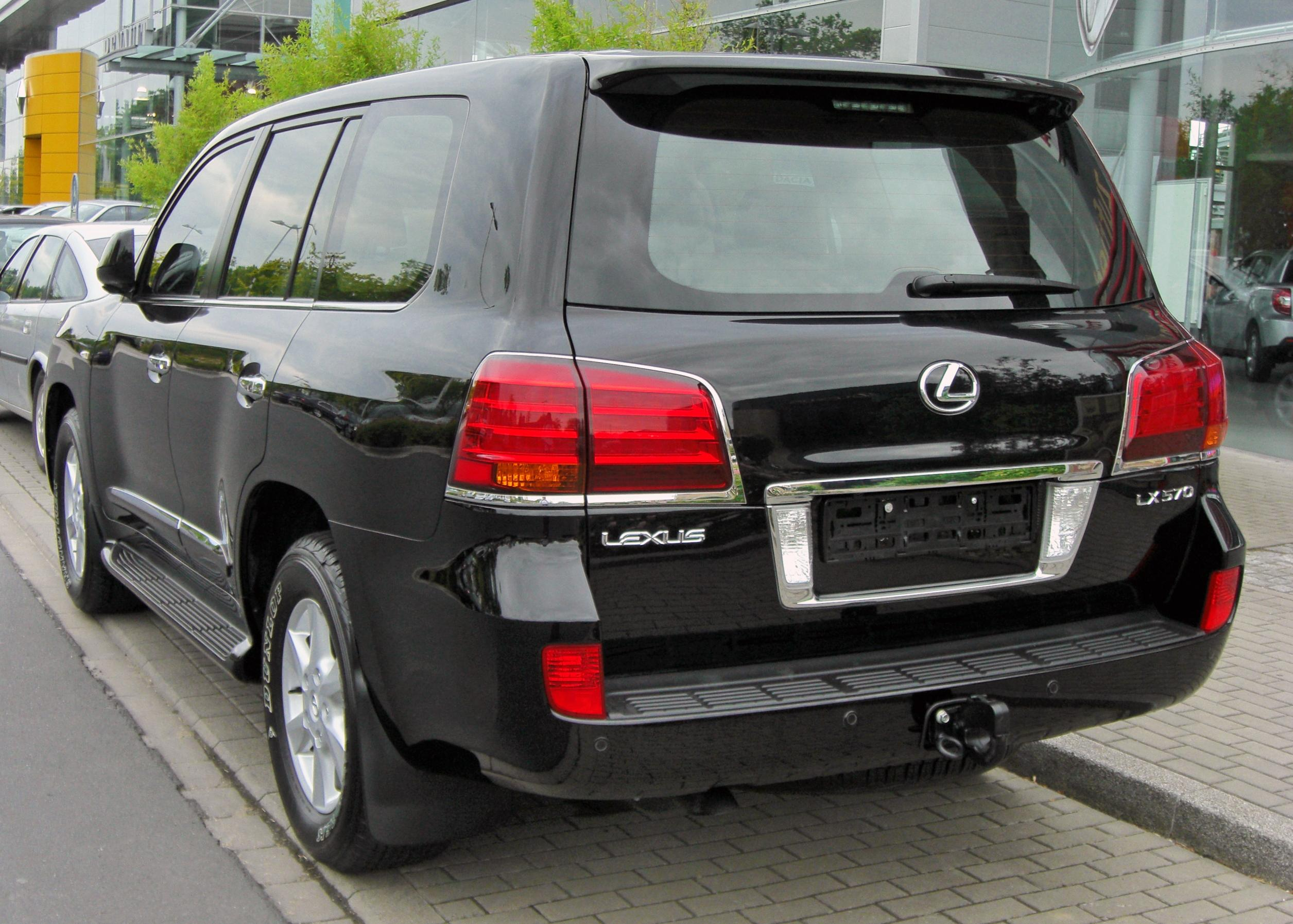
Tył LX III przed liftingiem

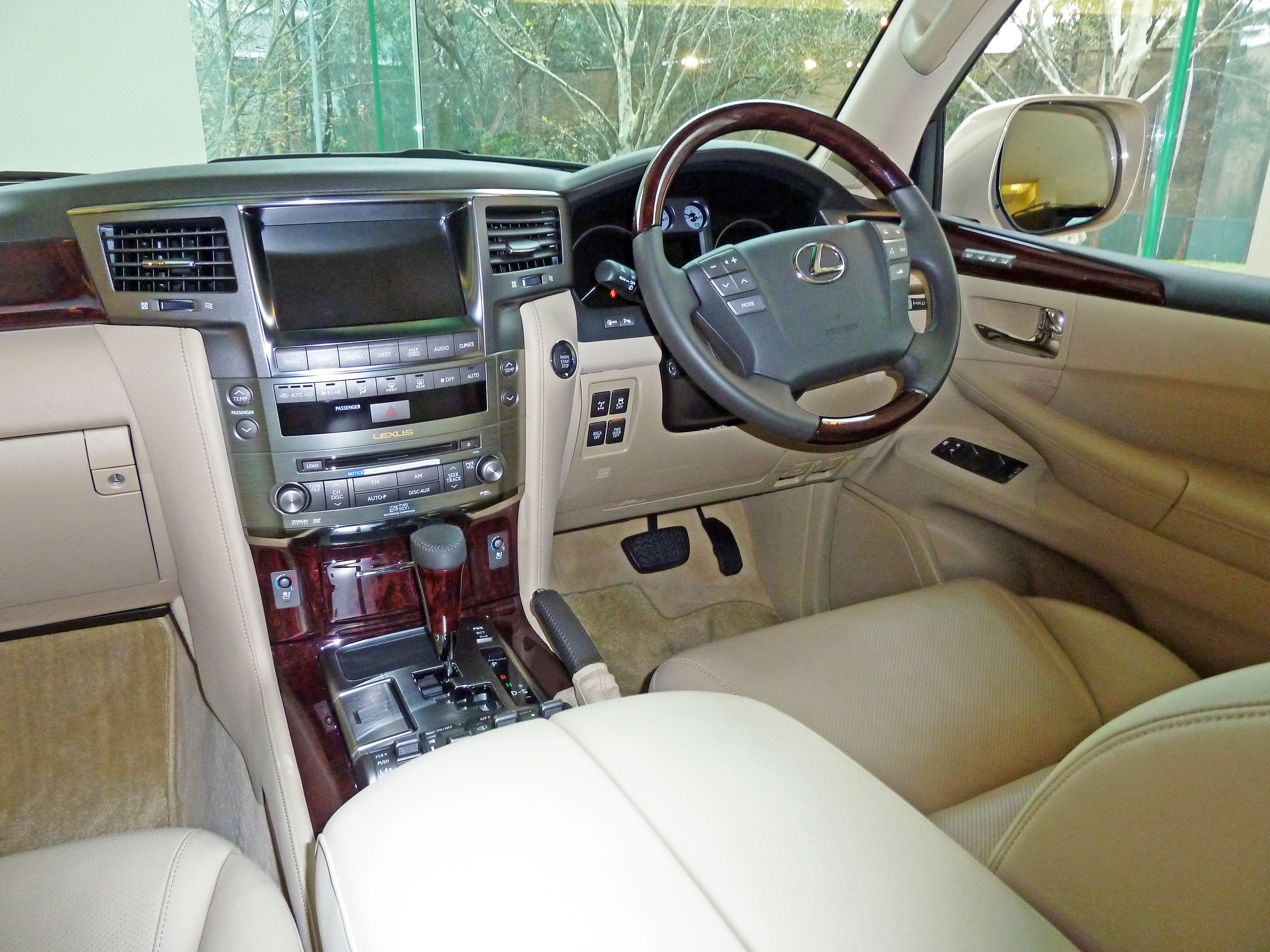
Wnętrze

### Silnik
Źródło:
- V8 3UR-FE 5,7 l (5663 cm³), 4 zawory na cylinder, DOHC
- Układ zasilania: wtrysk
- Średnica cylindra × skok tłoka: 94,00 × 102,00 mm
- Stopień sprężania: 10,2:1
- Moc maksymalna: 388 KM (285,5 kW) przy 5600 obr./min
- Maksymalny moment obrotowy: 546 N•m przy 3600 obr./min
- Prędkość maksymalna: 220 km/h
- Przyspieszenie 0-100 km/h: 7,7 s

### Wersje
- Supercharger – edycja limitowana przeznaczona na rynek Kuwejtu z mocniejszym silnikiem V8 5.7 o mocy 450 KM. Auto wyposażono także w m.in. elektrycznie otwieraną klapę bagażnika, system audio marki Mark Levinson, wykończone drewnem wnętrze oraz 20-calowe alufelgi i kompresor[7]

### Lexus LX w Polsce
W 2018 roku na polski rynek trafiła limitowana seria 50 egzemplarzy modelu LX570. Wcześniej Lexus LX nie był dostępny w Polsce. 

## Czwarta generacja (J300, 2021-obecnie)
Lexus LX czwartej generacji został zaprezentowany w październiku 2021 roku i jest sprzedawany w Stanach Zjednoczonych i Kanadzie jako samochód na rok modelowy 2022. Samochód bazuje na nowej platformie GA-F. Wolnossącą jednostkę V8 5.7 znaną z poprzedniej generacji modelu zastąpił turbodoładowany benzynowy silnik V6 o pojemności 3,5 l i mocy 415 KM. Dostępny jest również wariant 3,3-litrowym silnikiem Diesla V6 o mocy 309 KM. W przenoszeniu siły napędowej na koła pośredniczy 10-biegowa automatyczna przekładnia.

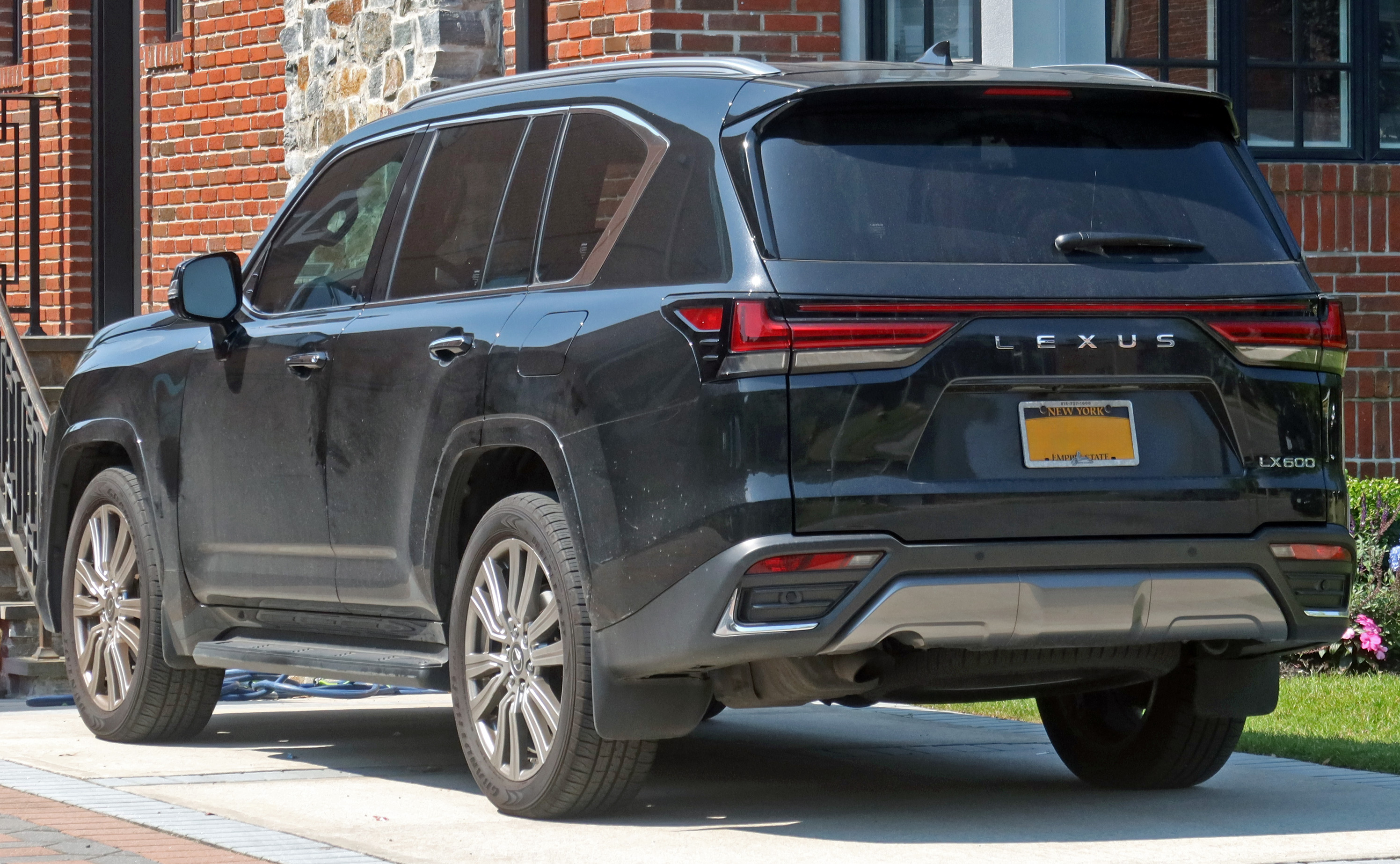
Widok z tyłu

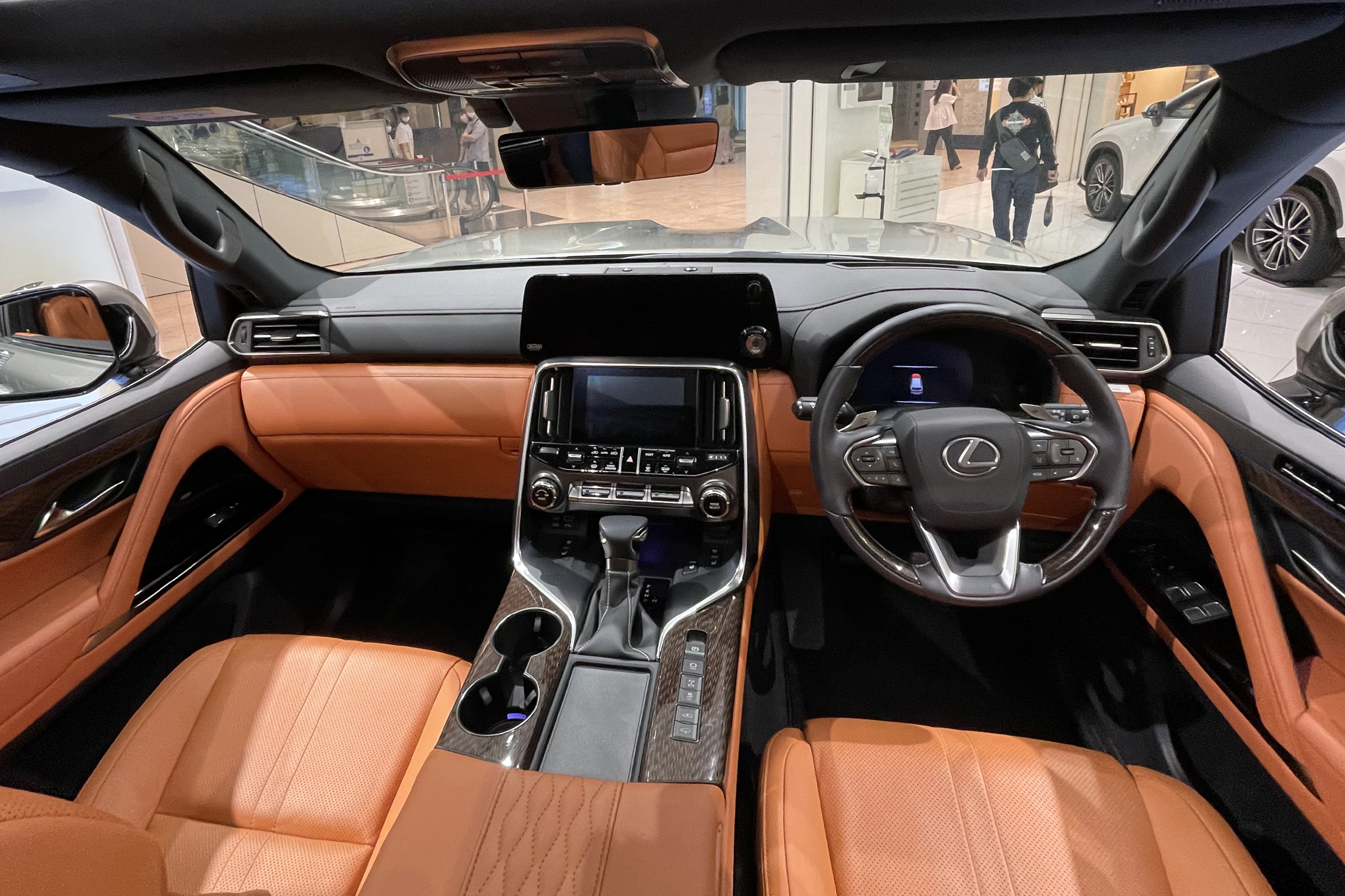
Wnętrze Lexusa LX 600

Samochód jest oferowany w trzech wariantach konfiguracji kabiny – wersji 4-miejscowej z fotelami kapitańskim w 2. rzędzie siedzeń, wariancie 5. miejscowym oraz wersji 7-miejscowej ze składanymi fotelami 3. rzędu.

### Silniki

#### Lexus LX 600[11]
- Silnik benzynowy o układzie V6 i oznaczeniu V35A-FTS o pojemności 3,5 l
- Turbodoładowanie typu twin-turbo
- Szczytowe moc i moment obrotowy na poziomie 415 KM oraz 650 Nm
- Przyspieszenie od 0 do 96 km/h (0-100 min/h): 6,9 s

#### Lexus LX 700h[12]
- Napęd hybrydowy bazujący na silniku 3.5 V6 twin-turbo znanym z wariantu LX 600
- Układ równoległy z silnikiem elektrycznym umieszczonym pomiędzy jednostką spalinową i 10-stopniową automatyczną skrzynią biegów
- Stały napęd 4x4